# Dmitri Wiktorowitsch Anossow

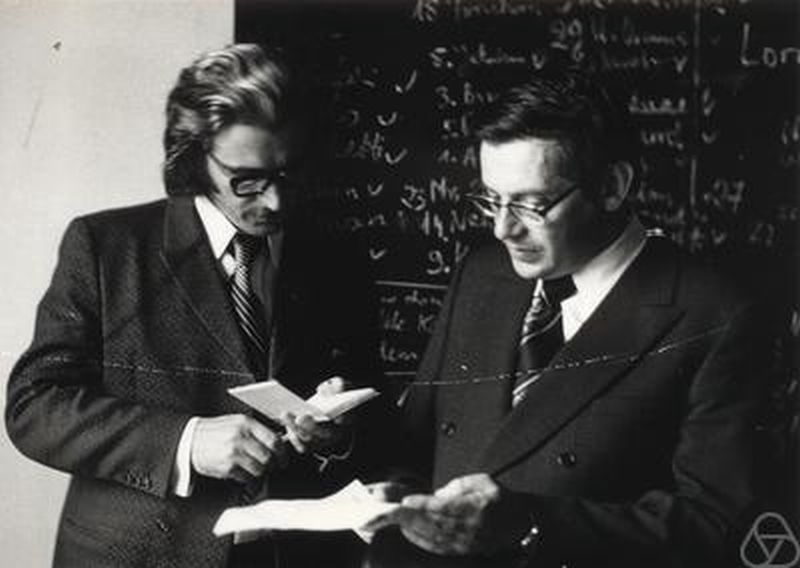
Anatoli Stepin (links) und Dmitri Anossow (Warschau 1977)

Dmitri Wiktorowitsch Anossow (russisch Дмитрий Викторович Аносов, englische Schreibweise Dmitri Anosov; * 30. November 1936 in Moskau; † 5. August 2014 ebenda) war ein russischer Mathematiker, der sich mit dynamischen Systemen beschäftigte.

## Leben und Wirken
Dmitri Wiktorowitsch Anossow studierte an der Lomonossow-Universität in Moskau, machte 1958 seinen Abschluss und wurde bei Lew Pontrjagin 1961 am Steklow-Institut promoviert. Er blieb danach am Institut, wo er Direktor der Abteilung für Differentialgleichungen wurde. Außerdem war er Ehrenprofessor an der Lomonossow-Universität und Leiter der Abteilung dynamische Systeme.
Anossow war ein führender Mathematiker im Bereich dynamischer Systeme. Nach ihm ist der Anosov-Fluss benannt.
Er war Mitglied der Russischen Akademie der Wissenschaften (korrespondierendes Mitglied seit 1990, volles Mitglied seit 1992). 1976 erhielt er den Staatspreis der UdSSR. Er erhielt den Humboldt-Forschungspreis. 2001 wurde er von der Russischen Akademie der Wissenschaften mit dem Ljapunow-Preis ausgezeichnet. 1974 in Vancouver (Geodätische und Finsler Geometrie), 1962 in Stockholm (The roughness of geodesic currents in compact Riemannian manifolds of negative curvature) und 1966 in Moskau (Dynamische Systeme mit transversaler Schichtung) war er Invited Speaker auf dem Internationalen Mathematikerkongress.
Zu seinen Doktoranden zählen Jakow Pessin und Michael Brin.

## Schriften
- Geodesic flows on compact Riemannian manifolds of negative curvature. Proceedings of the Steklov Mathematical Institute, Band 90, 1967, S. 1–235.
- Dynamic systems in the 1960s. The hyperbolic revolution, in Bolibruch, Osipov, Sinai (Herausgeber) Mathematical Events of the Twentieth Century, Springer 2006, S. 1.
- mit I. U. Bronshtein, S. Kh. Aranson und V. Z. Grines: Smooth Dynamical Systems. In: D.V. Anosov, V. Arnold (Hrsg.): Dynamical Systems I: Ordinary differential equations and smooth dynamical systems. Encyclopaedia of Mathematical Sciences, Vol. 1, Springer, Berlin, 1988; MR0970793 (89g:58060). Springer-Verlag, Berlin, 1997, ISBN 3-540-61220-3, S. 149–233.
- mit Andrei Bolibruch: The Riemann-Hilbert problem. Vieweg, Braunschweig 1994